# Trechispora sphaerospora
Trechispora sphaerospora är en svampart som först beskrevs av René Charles Maire, och fick sitt nu gällande namn av Erast Parmasto 1968. Trechispora sphaerospora ingår i släktet Trechispora och familjen Hydnodontaceae.   Inga underarter finns listade i Catalogue of Life.